# Swingers klub
Swingers klub (také sex klub) je klub, kde se scházejí swingeři. Výraz swinger je odvozen od anglického slova to swing (= houpat se, kývat se, pohybovat se sem a tam, volně se pohybovat). Swinging je termín, který se stal populární ve druhé polovině 20. století pro lidi, kteří prožívají svou sexualitu svobodně s různými partnery, mimo konvenční morální představy a společenská tabu. Ve swingers klubu mají lidé možnost prožívat své fantazie a sexuální praktiky mimo jiné formou výměny partnerů, voyerismu, exhibicionismu a skupinového sexu.
Sex klub nebo swingers klub se od nevěstince liší tím, že zatímco návštěvníci sex klubu platí vstupné a mohou platit roční členský poplatek, mají možnost provozovat sex pouze s jinými návštěvníky, nikoli se sexuálními pracovnicemi.

## Klubové formy
Rozlišují se čistě párové kluby, které jsou určeny výhradně pro páry, a swingers kluby, kam jsou přijímáni i nezadaní. Ty navštěvují hlavně muži a páry - méně často samostatně ženy, které inklinují k tzv. mužskému přebytku, tj. sexu s muži ve většině.
V jiných zařízeních, která se nazývají party kluby, nudistické kluby nebo saunové kluby, jsou prostitutky obvykle zaměstnávány nebo vpuštěny dovnitř. V případě swingers klubů tomu tak zpravidla není.